# Myrmecolacidae

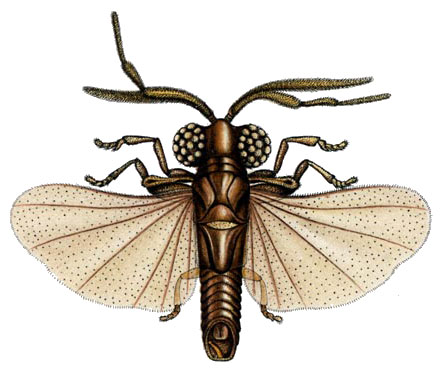
Myrmecolax nietneri

Myrmecolacidae (лат.) — семейство веерокрылых насекомых из отряда Strepsiptera с уникальной дуальной природой паразитирования разных полов (самцы паразитируют на муравьях, а самки на прямокрылых и богомолах). Около 100 видов.

## Описание
Встречаются повсеместно в тропических регионах (Африка, Азия, Америка, Австралия). Цефалоторакс самок короткий. Усики самцов 7-члениковые, мандибулы развиты. Лапки самцов 4-члениковые. Отмечен уникальный характер различия полов по типам хозяев. Самцы паразитируют на муравьях. Самки паразитируют на представителях отрядов прямокрылые (Tettigoniidae, Gryllidae и Gryllotalpidae) и на богомолах Mantodea (Mantidae). Группа сестринская к семействам Elenchidae и Stylopidae.

## Систематика
Выделяют 4 современных рода и около 100 видов. В Балтийском янтаре обнаружен ископаемый род Palaeomyrmecolax (5 видов), а в Доминиканском янтаре вымершие виды Caenocholax brodzinskyi и Caenocholax dominicensis.
- Caenocholax Pierce, 1909
- Lychnocolax Bohart, 1951 — около 25 видов
- Myrmecolax Westwood, 1861 — около 30 видов
- Stichotrema Hofeneder, 1910 — около 50 видов